# Campeonato Intercontinental de Peso Completo de IWRG

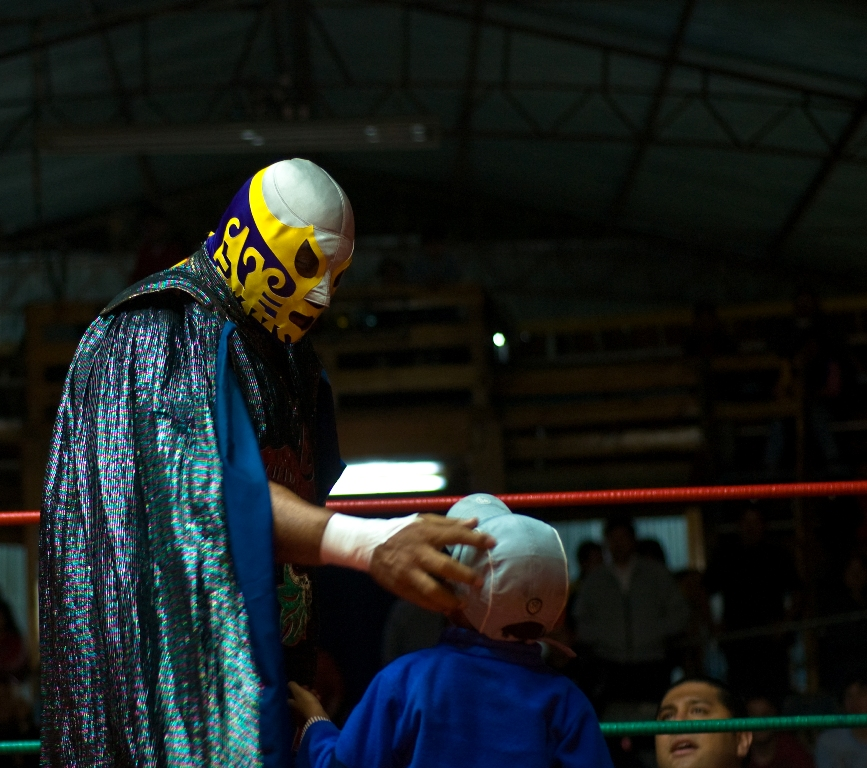
Canek, decimotercer campeón.

El Campeonato Intercontinental de Peso Completo de la IWRG (IWRG Intercontinental Heavyweight Championship en inglés) es un campeonato de lucha libre profesional dentro de la empresa International Wrestling Revolution Group.

## Historia
El campeonato fue creado el 28 de septiembre de 1997 por Adolfo Moreno, quien es el promotor del Grupo Internacional Revolución.
Pierroth, Jr. fue el primer campeón, al derrotar a Black Magic en la Arena Naucalpan.
A finales de 1998, cuando Pirata Morgan llegó a Asistencia Asesoría y Administración (AAA), defendió el Campeonato Intercontinental de Peso Completo de la IWRG como si fuera el Campeonato Mundial de peso completo de la IWC.

## Campeón actual
El actual campeón es Headhunter I, quien derrotó a Electroshock y Taboo el 25 de diciembre de 2011 en la Arena Naucalpan de Naucalpan, Estado de México. Headhunter I se encuentra en su primer reinado.

## Lista de campeones
| Luchador:                             | Reinado N°: | Derrotó a:                                                            | Fecha:                   | Días:                    | Show o evento: |
| ------------------------------------- | ----------- | --------------------------------------------------------------------- | ------------------------ | ------------------------ | -------------- |
| Pierroth Jr.                          | 1           | Black Magic                                                           | 28 de septiembre de 1997 | House Show               |                |
| Pirata Morgan                         | 1           | Pierroth, Jr.                                                         | 1 de agosto de 1999      | House Show               |                |
| Súper Parka                           | 1           | Pirata Morgan                                                         | 23 de noviembre de 1999  | House Show               |                |
| Scorpio Jr.                           | 1           | Súper Parka                                                           | 16 de diciembre de 1999  | House Show               |                |
| Tinieblas, Jr.                        | 1           | Scorpio, Jr.                                                          | 16 de agosto de 2001     | House Show               |                |
| Scorpio Jr.                           | 2           | Tinieblas, Jr.                                                        | 29 de agosto de 2002     | House Show               |                |
| El Enterrador                         | 1           | Scorpio, Jr.                                                          | 29 de mayo de 2003       | House Show               |                |
| Tinieblas, Jr.                        | 2           | El Enterrador                                                         | 12 de octubre de 2003    | House Show               |                |
| Villano IV                            | 1           | Tinieblas, Jr.                                                        | 12 de febrero de 2004    | House Show               |                |
| Scorpio Jr.                           | 3           | Villano IV                                                            | 9 de septiembre de 2004  | House Show               |                |
| Heavy Metal                           | 1           | Scorpio, Jr.                                                          | 12 de mayo de 2005       | House Show               |                |
| Scorpio Jr.                           | 4           | Heavy Metal                                                           | 22 de diciembre de 2005  | House Show               |                |
| Vacante                               | N/A         | Scorpio, Jr. renunció a IWRG.                                         | 2 de febrero de 2006     | N/A                      |                |
| Canek                                 | 1           | Rayo de Jalisco, Jr.                                                  | 5 de mayo de 2006        | House Show               |                |
| Máscara Año 2000, Jr.                 | 1           | Canek                                                                 | 18 de abril de 2010      | House Show               |                |
| Silver King                           | 1           | Máscara Año 2000, Jr.                                                 | 24 de junio de 2010      | Revolucionarios de IWRG  |                |
| Taboo                                 | 1           | Dr. Wagner, Jr., La Parka & Silver King                               | 6 de octubre de 2011     | Revolucionarios de IWRG  |                |
| Headhunter I                          | 1           | Electroshock & Taboo                                                  | 25 de diciembre de 2011  | Guerra de Campeones      |                |
| Vacante                               |             | se declaró vacante tras que este no defendiera el título              | 1 de enero de 2013       | Año Nuevo Revolucionario |                |
| Cien Caras Jr                         | 1           | Pirata Morgan                                                         | 20 de enero de 2013      | IWRG por TVC Deportes    |                |
| Pirata Morgan                         |             | Cien Caras Jr.                                                        | 19 de mayo de 2013       | Noche de jueves          |                |
| Cien Caras Jr                         | 2           | Pirata Morgan                                                         | 3 de noviembre de 2013   | Castillo del Terror 2013 |                |
| Vampiro                               | 1           | Cien Caras Jr                                                         | 4 de mayo de 2014        | IWRG por AYM Sports      |                |
| Vacante                               |             | Por decisión de Vampiro                                               | 24 de julio de 2014      | Jueves de IWRG           |                |
| Hijo de Dos Caras                     | 1           | Dr. Wagner Jr., LA Park, Máscara Sagrada, Demon Clown & Pirata Morgan | 27 de julio de 2014      |                          |                |
| Unificación con el Juniors de Juniors | 1           | H. Dos Caras venció a H. Máscara 2000 y unificó los títulos           | 1 de marzo de 2015       |                          |                |

## Reinados más largos
| Luchador:      | Días: | Fecha en que ganó:       | Fecha en que perdió: | Notas:                        |
| -------------- | ----- | ------------------------ | -------------------- | ----------------------------- |
| Canek          | 1444  | 5 de mayo de 2006        | 18 de abril de 2010  | Su primer reinado             |
| Pierroth, Jr.  | 672   | 28 de septiembre de 1997 | 1 de agosto de 1999  | Primer campeón de la historia |
| Scorpio, Jr.   | 608   | 16 de diciembre de 1999  | 16 de agosto de 2001 | Su primer reinado             |
| Silver King    | 469   | 24 de junio de 2010      | 6 de octubre de 2011 | Su primer reinado             |
| Tinieblas, Jr. | 378   | 16 de agosto de 2001     | 29 de agosto de 2002 | Su primer reinado             |

## Mayor cantidad de reinados
- 4 veces: Scorpio, Jr.
- 2 veces: Tinieblas, Jr.

## Datos interesantes
- Reinado más largo: Canek, 1444 días.
- Reinado más corto: Súper Parka, 23 días.
- Campeón más viejo: Canek, 53 años.
- Campeón más joven: Máscara Año 2000, Jr., 33 años.
- Campeón más pesado: El Enterrador, 140 kg (308 lb).
- Campeón más liviano: Heavy Metal, 88 kg (194 lb).